# ФК Будимпешта ЕАК
ФК Будимпешта ЕАК (мађ. Budapesti EAC), је мађарски фудбалски клуб из Будимпеште.

## Историја
ФК Будимпешта ЕАК је дебитовао у првој мађарској лиги у сезони 1924/25. и првенство је завршио на деветом  месту.

## Историјат имена
- 1898–1948: Будимпештански универзитетски атлетски клуб (Budapesti Egyetemi Athletikai Club)
- 1948–1949: ФК Природне науке МЕФЕС
- 1949: ујединио се са Техничким универзитетом (Műegyetemi MEFESz)
- 1949–1950: ФК Будимпешта МЕФЕС
- 1950–1951: ФК Дис ФСЕ (Disz FSE)
- 1951: уједино се са АФТУ
- 1951–1957: ФК Будимпешта Халадаш СК (Budapesti Haladás SK)
- 1957–садашње: ФК Будимпешта ЕАЦ (Budapesti Egyetemi AC)

## Успеси клуба
- Куп Мађарске у фудбалу:
  - Финалиста (1): 1925/26.